# Окленд (Кентуккі)
Окленд (англ. Oakland) — місто (англ. city) в США, в окрузі Воррен штату Кентуккі. Населення — 198 осіб (2020).

## Географія
Окленд розташований за координатами 37°2′46″ пн. ш. 86°14′49″ зх. д. / 37.04611° пн. ш. 86.24694° зх. д. (37.046198, -86.246905).  За даними Бюро перепису населення США в 2010 році місто мало площу 3,64 км², з яких 3,62 км² — суходіл та 0,03 км² — водойми.

## Демографія
Згідно з переписом 2010 року, у місті мешкало 225 осіб у 87 домогосподарствах у складі 64 родин. Густота населення становила 62 особи/км².  Було 101 помешкання (28/км²).
Расовий склад населення:
| - 84,0 % — білих - 15,6 % — чорних або афроамериканців |

До двох чи більше рас належало 0,4 %. Частка іспаномовних становила 0,0 % від усіх жителів.
За віковим діапазоном населення розподілялося таким чином: 21,8 % — особи молодші 18 років, 62,2 % — особи у віці 18—64 років, 16,0 % — особи у віці 65 років та старші. Медіана віку мешканця становила 45,5 року. На 100 осіб жіночої статі у місті припадало 106,4 чоловіків;  на 100 жінок у віці від 18 років та старших — 102,3 чоловіків також старших 18 років.
Середній дохід на одне домашнє господарство  становив 64 332 долари США (медіана — 51 250), а середній дохід на одну сім'ю — 74 202 долари (медіана — 59 167). За межею бідності перебувало 8,5 % осіб, у тому числі 2,0 % дітей у віці до 18 років та 18,9 % осіб у віці 65 років та старших.
Цивільне працевлаштоване населення становило 93 особи. Основні галузі зайнятості: освіта, охорона здоров'я та соціальна допомога — 22,6 %, роздрібна торгівля — 16,1 %, будівництво — 14,0 %.